# Lord Shark
Lord Shark è una serie a fumetti con testi di Mino Milani e disegni di Giancarlo Alessandrini e successivamente di Enric Siò, comparsa sul Corriere dei ragazzi tra il 1975 e il 1976.

## Trama
La serie è ambientata nell'India di metà Ottocento sotto il dominio britannico. Protagonista è un ufficiale inglese, Philip Corbett, di nobile famiglia e con uno scandalo alle spalle che lo ha costretto a prendere servizio in un posto nella frontiera settentrionale. Qui entra presto in conflitto con il comandante, autoritario e brutale con i sottoposti e con gli abitanti, ma dimostra un eccezionale coraggio e valore in vari combattimenti con  ribelli e predoni delle montagne.
Si scopre quindi la vicenda che lo ha portato in India: fidanzato ad una giovane di pari rango, accetta di non comparire alle nozze su richiesta di lei, innamorata di un altro e si fa trovare ubriaco dal fratello della promessa sposa, rifiutando di battersi a duello.
Catturato da un capo ribelle trascorre parecchie settimane prigioniero in condizioni atroci, mentre i suoi commilitoni vengono uccisi ad uno ad uno. Viene liberato perché in un'occasione precedente aveva salvato senza saperlo il figlio del capo, quando ritorna alla fortezza viene imprigionato dal suo comandante, furioso perché l'ufficiale - allo stremo delle forze - non è in grado di rispondere alle sue domande.
Decide così di disertare aiutato dal suo attendente indiano e per un caso fortuito si ritrova a capo di una banda di predoni. Con il nome di Lord Shark attua una serie di colpi ai danni degli Inglesi, limitando al massimo lo spargimento di sangue, ma beffando sistematicamente i suoi compatrioti, come una specie di Robin Hood indiano.
Con una decisa sterzata nella vicenda, l'ufficiale si consegna nelle mani degli inglesi e ottiene di essere reintegrato nel grado, mantenendo tuttavia l'identità segreta di Lord Shark, anche perché, nel frattempo, la promessa sposa di un tempo è arrivata in India per farsi perdonare. Nel processo che lo vede contrapposto per un'ultima volta al suo generale, è sfidato a duello da tre altri ufficiali: con uno si batte alla sciabola (e gli mozza un braccio), al secondo lancia una sfida, di liberare un funzionario inglese prigioniero da anni di un capo ribelle nelle montagne del Nepal e al terzo pone una sfida simile.
Con il duplice ruolo di Lord Shark e di ufficiale inglese, la prima delle due sfide è affrontata e vinta, benché una sorpresa attenda Lord Shark: il funzionario inglese sfruttava le sue competenze di chimico per produrre oppio. La prosecuzione delle avventure con la seconda sfida non è mai stata pubblicata.

## Il personaggio e gli autori
Benché l'autore dei testi sia lo stesso, lo iato tra la prima e la seconda serie è radicale: mentre nella prima parte della storia ogni episodio è autoconclusivo, la seconda è una lunga storia a puntate, ma soprattutto la differenza grafica tra il segno secco ed essenziale di Giancarlo Alessandrini e quello esuberante e ricco di chiaroscuri di Enric Siò rende le due parti praticamente due vicende distinte.